# Éva Novák
Éva Novák-Gerard (Budapest, 8 gennaio 1930 – Bruxelles, 30 giugno 2005) è stata una nuotatrice ungherese.
Specializzata nello stile libero e nella rana, ha vinto la medaglia d'oro nella staffetta 4x100 m sl ai Giochi olimpici di Helsinki 1952, in aggiunta agli argenti nei 400 m sl e nei 200 m rana; quattro anni prima, a Londra 1948 era arrivata terza nei 200 m rana. Anche sua sorella maggiore, Ilona Novák è stata una nuotatrice di buon livello.
È stata primatista mondiale dei 200 m rana e della staffetta 4x100 m sl.

## Palmarès
- Olimpiadi

Londra 1948: bronzo nei 200m rana.
Helsinki 1952: oro nei nella staffetta 4x100m sl, argento nei 400m sl e 200m rana.